# Heterostegane urbica
Heterostegane urbica är en fjärilsart som beskrevs av Swinhoe 1895. Heterostegane urbica ingår i släktet Heterostegane och familjen mätare. Inga underarter finns listade i Catalogue of Life.